# Morocco Tennis Tour 2007
Il Morocco Tennis Tour 2007 è stato un torneo di tennis facente parte della categoria ATP Challenger Series nell'ambito dell'ATP Challenger Series 2007. Il torneo si è giocato a Rabat in Marocco dal 19 al 25 marzo 2007 su campi in terra rossa e aveva un montepremi di $35 000+H.

## Vincitori

### Singolare
Stefano Galvani ha battuto in finale  Olivier Patience con il punteggio di 6–1, 6–1

### Doppio
Jurij Ščukin /  Orest Tereščuk hanno battuto in finale  Peter Luczak /  Boris Pašanski con il punteggio di 6(8)–7, 7–6(4), [10-3]